# Bieszków Dolny
Bieszków Dolny – wieś w Polsce położona w województwie mazowieckim, w powiecie szydłowieckim, w gminie Mirów.
W latach 1975–1998 miejscowość administracyjnie należała do województwa radomskiego.
Wierni Kościoła rzymskokatolickiego należą do parafii św. Edwarda w Gąsawach Rządowych.

## Historia
Według Słownika geograficznego Królestwa Polskiego Bieszków Dolny (wtedy Bieszków) był wsią w powiecie radomskim, gminie Rogów, należącą do parafii Jastrząb i położoną w odległości 28 wiorst od Radomia. Bieszków posiadał 44 domy, 394 mieszkańców, 721 morg., młyn wodny i wiatrak. 
W roku 1827 Bieszków był wsią rządową z 35 domami i 260 mieszkańcami. 
W roku 1569 Bieszków (wówczas Bieskow) należał do klucza iłżeckiego, dóbr biskupa krakowskiego i miał wtedy 17 półłanków i 2 komory.